# Grangea zambesiaca
Grangea zambesiaca là một loài thực vật có hoa trong họ Cúc. Loài này được Fayed mô tả khoa học đầu tiên năm 1979.